# Nebraska
Nebraska [nebráska] (angleško [nəbréskə]) je zvezna država ZDA, ki leži na ameriškem srednjem zahodu in je edina zvezna država, ki jo od morja na vseh straneh ločujejo tri zvezne meje. Na severu meji na Južno Dakoto, na vzhodu na Iowo, na jugovzhodu na Misuri, na jugu na Kansas, na jugozahodu na Kolorado in na zahodu na Wyoming. Vzhodno mejo z Iowo in Misurijem tvori reka Misuri. S približno 1,9 milijona prebivalcev je ena redkeje poseljenih ameriških zveznih držav. Glavno mesto je Lincoln, največje pa Omaha.
Površje Nebraske je ravninsko, ves zahodni del pokrivajo prerije regije Velikega nižavja. Zgodovinsko je znana po kmetijstvu, ki izkorišča primerno podlago in ugodne podnebne razmere.

## Etimologija
Ime izvira iz jezika plemena Otoe – Ñí Brásge v pomenu »ploska voda«, kar se nanaša na reko Platte, ki teče skozi Nebrasko. Izpeljanka imena Nebraskier, ki ga je reki dal francoski raziskovalec Étienne de Veniard, zdaj označuje zvezno državo, za reko pa se je kasneje uveljavilo ime po francoski besedi za plosko, »plate«.